# Cuff the Duke
Cuff the Duke es una banda de country alternativo canadiense de Oshawa, Ontario. Ellos tocan una mezcla de música tradicional country y folk con influencias indie rock.

## Historia
se formó en Oshawa, sacando su nombre de una camisa comprada por Wayne Petti en una tienda de segunda mano. Comenzando como un dúo formado por Petti y Jeff Peers, la banda se expandió para incluir al bajista Paul Lowman y al baterista Brad Fudge. En 2002 lanzaron su primer álbum, Life Stories for Minimum Wage con Three Gut Records. Pasaron los siguientes años de gira con Hayden, actuando como su banda de apoyo. En 2005 lanzaron su segundo álbum, Cuff the Duke con Hardwood Records.
La alineación para Cuff the Duke ha evolucionado, y los miembros consistentes hasta ahora han sido Wayne Petti y Paul Lowman. Con Dale Murray ahora en Cuff the Duke, la banda ha adquirido un tono más pulido, debido a su Lap steel y la guitarra. Patrick Conan quien reemplazó temporalmente a Matt Faris se le consideró muy bueno en la banda y ha llenado bien los zapatos de Matt Faris. Paul Aucoin de los Hylozoists también actúa ocasionalmente en vivo con Cuff the Duke tocando vibráfono. Paul también produjo el álbum homónimo de Cuff the Duke en 2005. Desde junio de 2007, Corey Wood ha asumido el papel de baterista de Cuff the Duke, y ahora es un miembro oficial de la banda.
El 22 de abril de 2008 Cuff the Duke actuó junto a Greg Keelor de Blue Rodeo en una grabación del programa CBC Radio Show Fuse en CBC's Studio 40 en Ottawa. El 8 de septiembre de 2009 lanzaron el álbum Way Down Here, producido por Keelor.

## Miembros actuales
- Wayne Petti – voz, guitarra, teclado, armónica, bajo
- Paul Lowman – bajo, violín tradicional, teclado, coro, mandolina, guitarra, lap steel
- François Turenne - guitars, keyboards, backing vocals
- AJ Johnson - batería, Instrumento de percusión, coro
- Thom Hammerton - teclado

## Álbumes
- Life Stories for Minimum Wage (2002)
- Cuff the Duke (2005)
- Sidelines of the City (2007)
- Way Down Here (2009)
- Morning Comes (2011)
- Union (2012)

- Datos: Q3006768
- Multimedia: Cuff the Duke / Q3006768